# Senecio guerkei
Senecio guerkei là một loài thực vật có hoa trong họ Cúc. Loài này được Hieron. miêu tả khoa học đầu tiên.